# Vicasol
Vicasol es una sociedad cooperativa andaluza de primer grado dedicada a la comercialización de productos agrícolas de la provincia de Almería, (Andalucía, España), con sede en Puebla de Vícar. Cooperativa formada por agricultores, en 2015 cuenta con unos 800 socios con 1500 hectáreas de cultivo y 1700 empleados de almacén. Comercializa unas 200.000 toneladas de producción, un 80 % dedicado a la exportación. Su facturación anual se acerca a los 200 millones de euros. Su atención se centra ahora en los productos de quinta gama, como el gazpacho o el salmorejo.
Posee los certificados de gestión de calidad ISO 9001 (AENOR) e ISO 14001 de gestión ambiental, certificados por SGS, de Producción integrada de Andalucía, British Retail Consortium (BRC), GLOBALGAP, International Food Standard o IFS, Tesco Nurture y QS Sistema de control de alimentos.

## Historia
Vicasol se constituyó en 1979 como sociedad agraria de transformación,  constituyéndose como sociedad cooperativa más tarde. En 2012 procedió a la ampliación de sus instalaciones en la carretera de La Mojonera, con una superficie total de unos 16.000 metros cuadrados. Durante la campaña 2013-2014 se incorporaron unos cien socios más con unas doscientas hectáreas, lo que permitió alcanzar los doscientos millones de kilos comercializados. Poco antes se inauguraba el centro de El Ejido. La empresa abrió una gasolinera, con tres estaciones de lavado para camiones,  y tienda para el público en general.
En 2015  se pone a punto la planta situada en el Polígono Kilómetro 21, dedicada sólo a la producción ecológica de tomate, pimiento, pepino y berenjena, tanto de Níjar como de otras zonas. Este mismo año saca al mercado la marca BioVicasol de producción ecológica de tomate, pepino, pimiento, berenjena, calabacín, melón y sandía. Esta línea de productos se podrá encontrar en todas las grandes cadenas de supermercados europeas. Los principales objetivos son los países escandinavos, Reino Unido, Alemania y Austria.
Premio Economía del Ilustre Colegio de Economistas de Almería en 2014 por creación de empleo. En 2015 recibe la Medalla de Andalucía.

### Centros
- Vicasol I, Puebla de Vícar
- Vicasol II, Paraje El Vizconde, Vícar
- El Ejido , antigua Almerisol (12.000 metros cuadrados)
- Bio Vicasol, ‘el 21’, Níjar